# Universidad de Heidelberg
La Universidad Ruperto Carola de Heidelberg (en alemán: Ruprecht-Karls-Universität Heidelberg; también conocida simplemente como Universidad de Heidelberg), la más antigua de las alemanas, se creó en el año 1386 en la ciudad de Heidelberg, Baden-Wurtemberg. Su nombre en latín es Ruperto Carola Heidelbergensis. El programa alemán para el fomento de investigación científica y actividades académicas de alto nivel, financiado con recursos federales y regionales, llevó a cabo en 2007, un "concurso de excelencia" entre los centros de estudios superiores del país. Resultaron ganadoras seis universidades de todo el país entre las que se encontraba la de Heidelberg, siendo distinguida con la etiqueta de Universidad de Elite. Con sus sobresalientes logros en la investigación y la enseñanza se alinea entre las mejores universidades del mundo.
Es miembro del Grupo Coimbra y del LERU.

## Historia

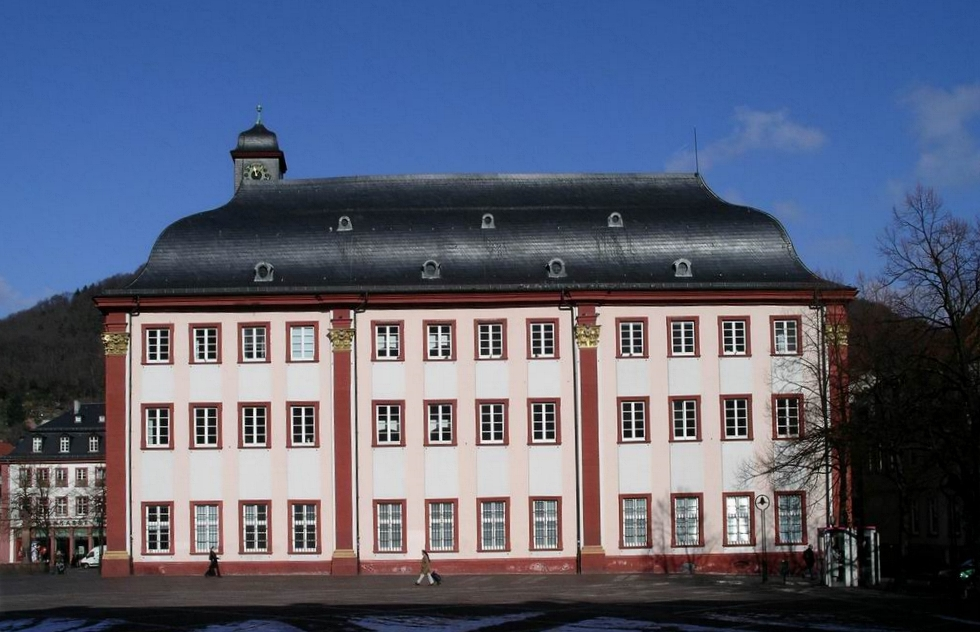
Alte Universität

Fue fundada por Ruperto I, para tener en su territorio facultades para el estudio de la filosofía, teología, jurisprudencia y medicina. El Cisma de Occidente en 1378, que desgarró la cristiandad europea entre dos grupos hostiles, se inició con la elección de dos papas tras la muerte del Papa Gregorio XI en ese año. Un sucesor estaba en el Papado de Aviñón (elegido por los franceses) y el otro en Roma (elegido por los cardenales italianos). Los líderes seculares y espirituales alemanes se decantaron en su apoyo por el sucesor en Roma, lo que produjo consecuencias para los estudiantes y profesores alemanes en París: perdieron sus asignaciones y se tuvieron que marchar. El elector del Palatinado, Ruperto I, vio la oportunidad e inició un diálogo con la curia, que finalmente condujo a la concesión de la bula papal de fundación, que puede ser considerado como la creación de la Universidad de Heidelberg. El 18 de octubre de 1386 con una ceremonia se celebró la apertura de las puertas de la universidad. Como lema, Marsilio de Inghen, el primer rector de la universidad, eligió "Semper apertus" - el libro del aprendizaje está siempre abierto. En esos momentos Heidelberg podría tener no más de 3500 habitantes y en el primer año de existencia de la universidad tenía unos 600 inscritos. La primera lección se impartió el 19 de octubre de 1386. Así, la Universidad de Heidelberg es la universidad más antigua de Alemania (la primera universidad de habla alemana en establecerse en el mundo fue en Viena en 1365).

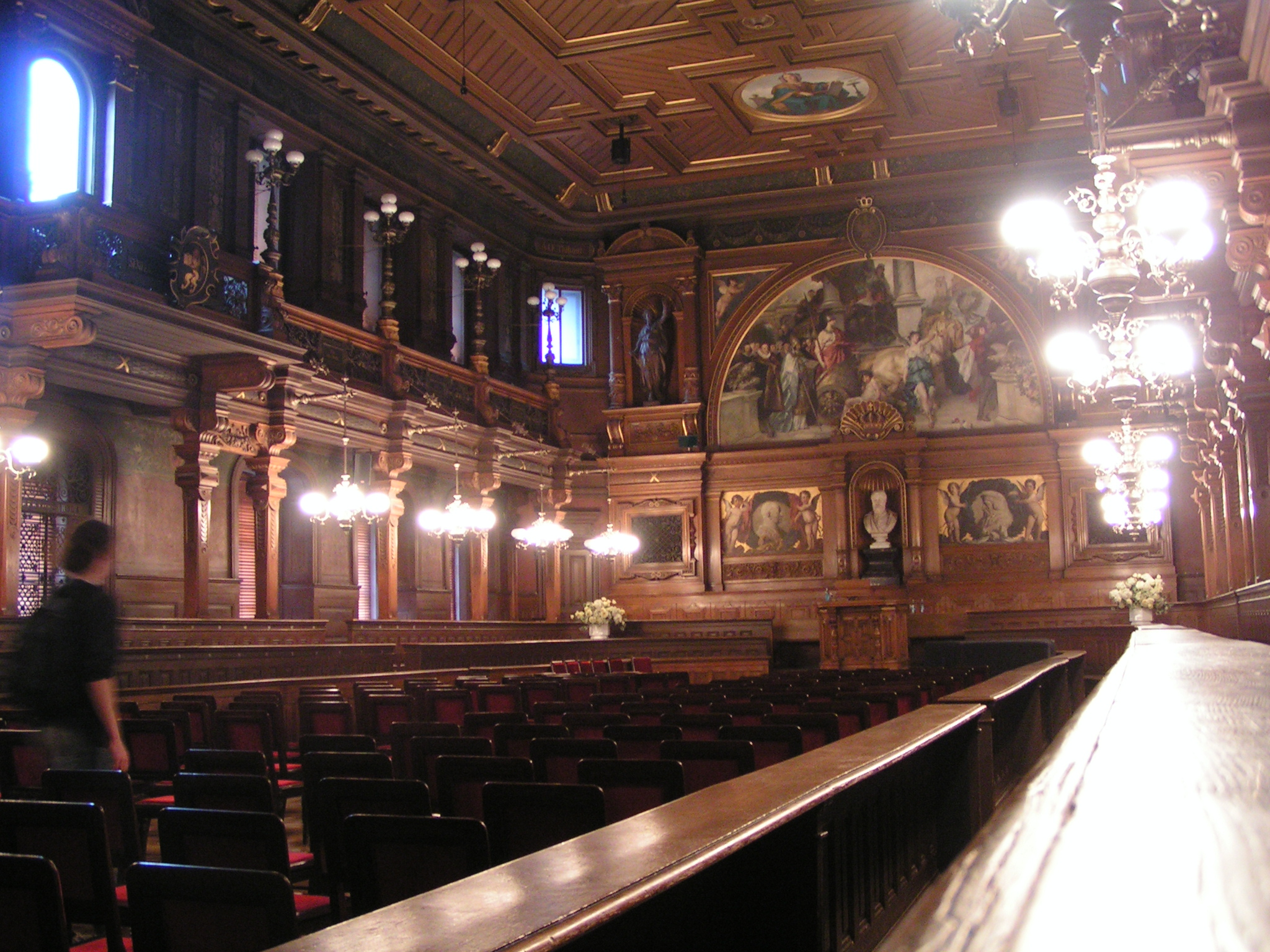
El aula (salón de la asamblea) en la Alte Universität

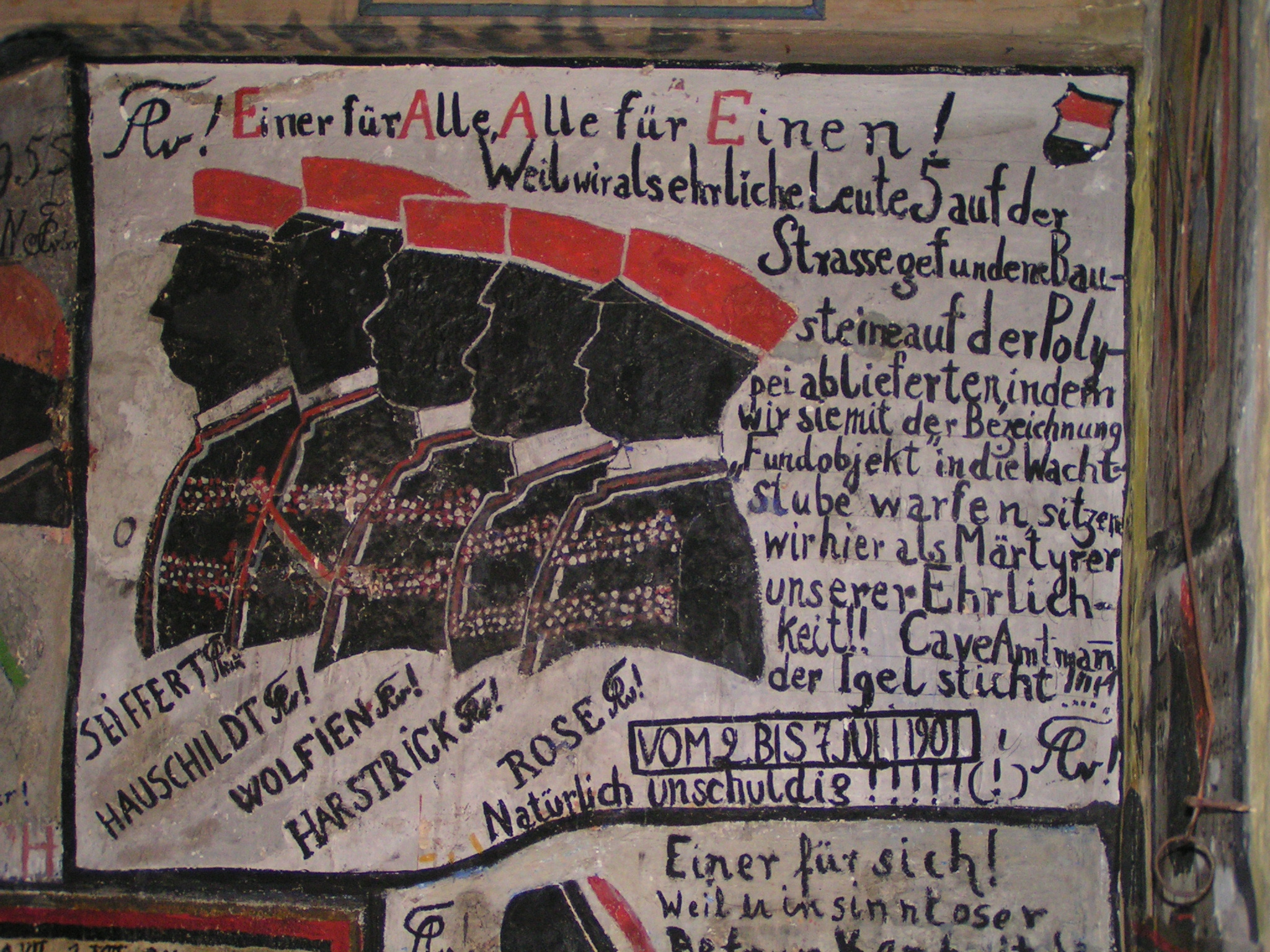
La Studentenkarzer (prisión de estudiantes) en Heidelberg: pintadas en el muro de estudiantes arrestados, representándose ellos mismos con trajes Studentenverbindung de 1901.

Durante la segunda mitad del siglo XVI la universidad pasó por un periodo floreciente, y fue convertida en una institución calvinista en el reinado del elector Luis VI del Palatinado. Atrajo a estudiantes procedentes de todo el continente desarrollándose como un importante centro cultural y académico de Europa. Sin embargo, con el comienzo de la guerra de los Treinta Años en 1618, la riqueza intelectual y fiscal de la universidad declinó. En 1622 la entonces Bibliotheca Palatina, biblioteca de la universidad, fue sustraída de la Heiliggeistkirche (la colegiata de la universidad) y llevada a Roma.
No se detuvo su decadencia hasta 1803. En este año, la universidad fue restablecida al estatus propio de la institución por Carlos Federico I de Baden y desde entonces su nombre se encuentra asociado con el de Ruperto I. El estudiante más influyente de esta época fue Karl Drais, inventor de un vehículo de dos ruedas con el que comenzó la mecanización y más tarde la motorización del transporte personal. Durante la última parte del siglo XIX, la Ruperto Carlos acogió un espíritu muy liberal y abierto de mente que fue especialmente impulsado por Max Weber, Ernst Troeltsch y un círculo de colegas alrededor de ellos. En la República de Weimar, la universidad fue reconocida como un centro de pensamiento  democrático, propiciado por profesores como Karl Jaspers, Gustav Radbruch, Martin Dibelius y Alfred Weber. Desafortunadamente, hubo fuerzas contrarias trabajando dentro de la universidad: el físico nazi Philipp Lenard fue nombrado director del instituto de Física durante este tiempo. Seguido del asesinato de Walther Rathenau rehusó poner a medio mástil la bandera nacional en el instituto, lo cual provocó conflictos con los estudiantes comunistas.
Con la institucionalización de la Alemania nazi, la universidad al igual que las demás universidades alemanas, apoyó a los nazis y perdió a sus profesores disidentes. Pero tras la Segunda Guerra Mundial (1939-1945), ya que la ciudad se salvó en su mayor parte de la destrucción, la reconstrucción de la universidad fue rápida. Con la fundación del Collegium Academicum, Heidelberg sería el primer lugar de Alemania donde se estableció un gabinete de estudiantes gobernado por ellos mismos, y que actualmente sigue siendo el único. Nuevamente los estatutos obligaban a la universidad al "espíritu vivo de la verdad, justicia y humanismo".
Durante las décadas de 1960 y 1970, la universidad se expandió en gran medida. En las afueras de la ciudad, en el área del Neuenheimer Feld, se construyó un gran campus para medicina y ciencias naturales. La universidad se desarrolló lentamente pero en última instancia fue una de las células de base para las inquietudes políticas entre estudiantes, con las consiguientes protestas estudiantiles.
En 1975, una masiva intervención de la policía arrestó al parlamento estudiantil "AStA" al completo. Después de esto, el "Collegium Academicum", una organización universitaria progresista aneja a los campus de la universidad matriz, fue tomado por unos 700 oficiales de policía y se cerró definitivamente.
Durante la primera y segunda guerra del golfo, las Fuerzas del ejército estadounidense en Europa, situadas en la parte meridional de Heidelberg, fueron objetivo de varias manifestaciones (pacíficas) estudiantiles.
El programa alemán para el fomento de investigación científica y actividades académicas de alto nivel, financiado con recursos federales y regionales, llevó a cabo en 2007, un "concurso de excelencia" entre los centros de estudios superiores del país. Resultaron ganadoras seis universidades de todo el país entre las que se encontraba la de Heidelberg, siendo distinguida con la etiqueta de "Universidad de Elite".
En 2006 uno de cada cinco habitantes de la ciudad era un estudiante universitario.

## Rankings
- Según el número de premios nobel afiliados a la universidad al tiempo del anuncio del premio, Heidelberg está ubicada en el primer lugar en Alemania, 4.ª en Europa y 13 en el mundo en 2008.[5]
- En octubre de 2012, The New York Times ubicó a la Universidad de Heidelberg en el lugar 12 a nivel mundial según "empleabilidad". El ranking fue basado en una encuesta entre reclutadores y gerentes de empresas internacionales líderes en veinte países distintos.[6]
- En 2014, U.S. News / QS World University Rankings colocó a Heidelberg en el puesto 49 de todo el mundo, primera en Alemania y decimocuarta en Europa.
- El ranking Shanghai (ARWU) le adjudica a Heidelberg la primera posición en Alemania, 12 en Europa, y 49 en el mundo.[7]
- El ranking THE TIMES 2014 ubica a  Heidelberg en tercer lugar en Alemania, 18.ª en Europa y 70.ª en el mundo.[8]

## Estructura
En la actualidad alberga a unos 25.000 estudiantes. Más de 15.000 académicos y unos 400 profesores hacen de esta una de las mayores universidades de Alemania. Después de una reforma de sus estructuras, la universidad en el año 2003 constaba de doce facultades:
- Facultad de Teología
- Facultad de Derecho
- Facultad de Medicina, en un convenio con IAH International Academy for Homotoxicolgy
- Facultad de Medicina en Mannheim
- Facultad de Filosofía
- Facultad de Idiomas
- Facultad de Económicas y Ciencias Sociales
- Facultad de Ciencias del Comportamiento y Ciencias de la Cultura Empírica
- Facultad de Matemáticas e Informática
- Facultad de Química y Ciencias de la Tierra
- Facultad de Física y Astronomía
- Facultad de Biociencias

Cada facultad oferta un abanico de diferentes grados que cambiaran drásticamente en los próximos años como consequencia del Proceso de Bolonia que condujo a la creación del Espacio Europeo de Educación Superior, un ámbito al que se incorporaron países incluso de fuera de la Unión Europea. Aparte de las facultades, la universidad consta de una serie de institutos de investigación independientes que toman también parte en la educación. Entre ellos se pueden incluir:
- El Centro Alemán de Investigaciones sobre el Cáncer (DKFZ - Deutsches Krebsforschungszentrum)
- El Laboratorio Europeo de Biología Molecular
- Los Institutos Max-Planck de Astronomía, Física Nuclear, Investigaciones Médicas y Comparativa de Derecho Público y Derecho International.
- El Instituto de Física Teórica (Institut für Theoretische Physik)
- Un Centro Interdisciplinario de Cálculos Científicos (IWR - Interdisziplinäres Zentrum für wissenschaftliches Rechnen)
- Un Instituto para Cálculos Astronómicos (ARI - Astronomisches Recheninstitut)
- La Academia de Ciencias de Heidelberg (Heidelberger Akademie der Wissenschaften)

Como se puede apreciar, la Universidad Ruperto Carola está dedicada decididamente a la investigación, fundamentalmente en humanidades, ciencias naturales y medicina. Si bien tiene ciertas relaciones con patrocinadores comerciales, la universidad depende mayormente del aporte financiero del Estado.

## Sedes
La mayor parte de los edificios de las facultades de Humanidades y Artes se encuentran ubicados en la parte antigua de la ciudad, mientras que la mayor parte de los edificios de las facultades de Ciencias Naturales y Medicina, incluidos tres grandes hospitales universitarios, se encuentran situados en el Neuenheimer Feld.

## Instituciones en el extranjero
La Universidad de Heidelberg ha fundado en el año 2001 un Centro para América Latina que opera desde Santiago de Chile. Tiene la tarea de organizar, administrar y promover los estudios de postgrado de la Universidad de Heidelberg, independientemente o en cooperación con la Pontificia Universidad Católica de Chile y la Universidad de Chile. La Universidad de Heidelberg ha organizado una cooperación con estas dos universidades chilenas y también con universidades en otros países de América Latina, como México, Paraguay, Brasil y Colombia. Asimismo, además de coordinar las actividades de la Universidad de Heidelberg en América Latina, proporciona una plataforma para la cooperación científica entre universidades alemanas y latinoamericanas. El centro está situado en una noble casona del Barrio de Providencia.

## Alumnos
Pensadores asociados con la universidad
- Emilio Lledó.
- Ernesto Alemann, periodista argentino-suizo antifascista.
- Georg Wilhelm Friedrich Hegel, filósofo.
- Bartholomaeus Keckermann, filósofo y teólogo calvinista.
- Ludwig Feuerbach, filósofo.
- Karl Jaspers, psicólogo y filósofo existencialista.
- Hannah Arendt, teórica política.
- Hans-Georg Gadamer, filósofo de hermenéutica.
- Jürgen Habermas, teoría crítica y filósofo.
- Los economistas y sociólogos Friedrich von Wieser, Eugen von Böhm-Bawerk, Carl Menger, Max Weber y Alfred Weber.
- El ministro de propaganda nazi Joseph Goebbels.
- Javier Martínez de Bedoya.
- Paul Kirchhof, profesor de Derecho Constitucional y Financiero, juez del Tribunal Constitucional Federal de Alemania.
- Conradus Vorstius, teólogo alemán del siglo XVI y siglo XVII.

Científicos
- Gustav Kirchhoff, físico.
- Robert Bunsen, químico.
- Philipp Lenard, físico nazi y Premio Nobel de Física de 1905.
- Walther Bothe, Premio Nobel de Física de 1954.
- Otto Haxel, coinventor del modelo de pantalla nuclear.
- Bert Sakmann, Premio Nobel de Fisiología o Medicina de 1991.
- Wolfgang Ketterle, Premio Nobel de Física de 2001.
- Theodor W. Hänsch, Premio Nobel de Física de 2005.
- Fritz Haber, químico, Premio Nobel de Química de 1918.
- Los químicos Karl Ludwig Reimann y Christian Wilhelm Heinrich Posselt, quienes en 1828 aislaron la nicotina de la planta del tabaco del tabaco.
- J. Hans D. Jensen, físico, Premio Nobel de Física de 1963.
- Karl Jaspers, psiquiatra y filósofo.
- Bert Sakmann, fisiólogo celular, Premio Nobel de Fisiología o Medicina de 1991.
- Otto Heinrich Warburg, fisiólogo y médico, Premio Nobel de Fisiología o Medicina de 1931.
- Otto Fritz Meyerhof, físico y bioquímico, Premio Nobel de Fisiología o Medicina de 1922.
- Georg Wittig, químico, Premio Nobel de Química de 1979.
- Albrecht Kossel, médico, Premio Nobel de Fisiología o Medicina de 1910.
- Richard Kuhn, bioquímico, Premio Nobel de Química de 1938.
- Heike Kamerlingh Onnes, físico holandés, Premio Nobel de Física de 1913.
- Wilhelm Wundt, psicólogo, uno de los padres de la psicología.

Literatos
- Joseph von Eichendorff.
- Jean Paul.
- José Rizal.

## Profesores
- Nikolaus Friedreich, médico.